# Campionat capverdià de futbol 2002
La temporada 2002 de la Lliga capverdiana de futbol fou la 23a edició d'aquesta competició de futbol de Cap Verd. Va començar l'11 de maig i va finalitzar el 6 de juliol. El torneig estava organitzat per la Federació Capverdiana de Futbol (FCF). El club Sporting Praia va guanyar el seu 4t títol. Cap club va participar en la Champions League de la CAF 2003 ni a la Copa de Campions de la CAF 2003. El sistema de competició fou el d'una lliga tots contra tots; no hi va haver una fase final amb el sistema d'eliminació directa.
L'Onze Unidos era el defensor del títol. Van participar en la competició un total de 9 clubs, els campions de cada lliga insular.

## Clubs participants
- Académica Operária, guanyador de la Lliga de Boa Vista de futbol
- Académica da Brava, guanyador de la Lliga de Brava de futbol
- Académica do Fogo, guanyador de la Lliga de Fogo de futbol
- Onze Unidos, guanyador de la Lliga de Maio de futbol
- Académico do Aeroporto, guanyador de la Lliga de Sal de futbol
- Sporting Clube da Praia, guanyador de la Lliga de Santiago de futbol
- Sanjoanense, guanyador de la Lliga de Santo Antão de futbol
- SC Atlético, guanyador de la Lliga de São Nicolau de futbol
- Batuque FC, guanyador de la Lliga de São Vicente de futbol

### Informació sobre els clubs
| Club                    | Seu           |
| ----------------------- | ------------- |
| Académica da Brava      | Nova Sintra   |
| Académica Operária      | Sal Rei       |
| Académico do Aeroporto  | Espargos      |
| Académica do Fogo       | São Filipe    |
| Batuque FC              | Mindelo       |
| Onze Unidos             | Vila do Maio  |
| Sanjoanense             | Porto Novo    |
| SC Atlético             | Ribeira Brava |
| Sporting Clube da Praia | Praia         |

## Classificació
| Pos. | Equip                   | PJ | PG | PE | PP | GF | GC | Dif.G | Pts. |
| ---- | ----------------------- | -- | -- | -- | -- | -- | -- | ----- | ---- |
| 1    | Sporting Clube da Praia | 8  | 6  | 1  | 1  | 22 | 4  | +18   | 19   |
| 2    | Batuque FC              | 8  | 6  | 1  | 1  | 18 | 5  | +13   | 19   |
| 3    | Académica do Fogo       | 8  | 5  | 1  | 2  | 21 | 12 | +9    | 16   |
| 4    | Académico do Aeroporto  | 8  | 5  | 1  | 2  | 17 | 11 | +6    | 16   |
| 5    | SC Atlético             | 8  | 5  | 1  | 2  | 15 | 9  | +6    | 16   |
| 6    | Académica Operária      | 8  | 3  | 0  | 5  | 9  | 11 | -2    | 9    |
| 7    | Sanjoanense             | 8  | 2  | 0  | 6  | 8  | 21 | -13   | 6    |
| 8    | Onze Unidos             | 8  | 0  | 2  | 6  | 5  | 17 | -12   | 2    |
| 9    | Académica da Brava      | 8  | 0  | 1  | 7  | 2  | 27 | -25   | 1    |

## Resultats
| Sanjoanense    | 2 - 1 | Onze Unidos         | 11 maig |
| Académica Fogo | 4 - 2 | Académica Operaria  | 11 maig |
| Atlético       | 2 - 1 | Sporting Praia      | 11 maig |
| Batuque        | 4 - 1 | Académico Aeroporto | 11 maig |

| Académica Brava     | 0 - 1 | Batuque        | 18 maig |
| Académico Aeroporto | 3 - 0 | Atlético       | 18 maig |
| Sporting Praia      | 3 - 0 | Académica Fogo | 18 maig |
| Académica Operaria  | 2 - 0 | Sanjoanense    | 18 maig |

| Onze Unidos    | 0 - 2 | Académica Operaria  | 25 maig |
| Sanjoanense    | 0 - 2 | Sporting Praia      | 25 maig |
| Académica Fogo | 1 - 2 | Académico Aeroporto | 25 maig |
| Atlético       | 6 - 0 | Académica Brava     | 25 maig |

| Batuque             | 3 - 0 | Atlético       | 1 juny |
| Académico Aeroporto | 4 - 1 | Sanjoanense    | 1 juny |
| Sporting Praia      | 2 - 0 | Onze Unidos    | 1 juny |
| Académica Brava     | 0 - 3 | Académica Fogo | 2 juny |

| Académica Operaria | 0 - 1 | Sporting Praia      | 8 juny |
| Onze Unidos        | 1 - 1 | Académico Aeroporto | 8 juny |
| Sanjoanense        | 2 - 1 | Académica Brava     | 8 juny |
| Académica Fogo     | 2 - 1 | Batuque             | 8 juny |

| Atlético            | 1 - 1 | Académica Fogo     | 15 juny |
| Batuque             | 4 - 1 | Sanjoanense        | 15 juny |
| Académico Aeroporto | 2 - 1 | Académica Operaria | 15 juny |
| Académica Brava     | 1 - 1 | Onze Unidos        | 16 juny |

| Sporting Praia     | 3 - 1 | Académico Aeroporto | 22 juny |
| Académica Operaria | 2 - 0 | Académica Brava     | 22 juny |
| Onze Unidos        | 0 - 1 | Batuque             | 22 juny |
| Sanjoanense        | 1 - 2 | Atlético            | 22 juny |

| Académico Fogo  | 5 - 1 | Sanjoanense        | 29 juny |
| Atlético        | 3 - 0 | Onze Unidos        | 29 juny |
| Batuque         | 3 - 0 | Académica Operaria | 29 juny |
| Académica Brava | 0 - 9 | Sporting Praia     | 29 juny |

| Académico Aeroporto | 3 - 0 | Académica Brava | 6 July |
| Sporting Praia      | 1 - 1 | Batuque         | 6 July |
| Académica Operaria  | 0 - 1 | Atlético        | 6 July |
| Onze Unidos         | 2 - 5 | Académico Fogo  | 6 July |

### Evolució de les classificacions
| Club / Jornada          | 01 | 02 | 03 | 04 | 05 | 06 | 07 | 08 | 09 |
| ----------------------- | -- | -- | -- | -- | -- | -- | -- | -- | -- |
| Académico do Aeroporto  | 9  | 4  | 5  | 3  | 2  | 1  | 3  | 5  | 4  |
| Académica da Brava      | 5  | 9  | 9  | 9  | 9  | 9  | 9  | 9  | 9  |
| Académica do Fogo       | 2  | 5  | 6  | 6  | 4  | 4  | 4  | 3  | 3  |
| Académica Operária      | 8  | 3  | 4  | 4  | 6  | 6  | 6  | 6  | 6  |
| SC Atlético             | 3  | 7  | 1  | 5  | 5  | 5  | 5  | 4  | 5  |
| Batuque FC              | 1  | 1  | 3  | 1  | 3  | 2  | 1  | 2  | 2  |
| Onze Unidos             | 6  | 8  | 8  | 8  | 8  | 8  | 8  | 8  | 8  |
| Sanjoanense             | 4  | 6  | 7  | 7  | 7  | 7  | 7  | 7  | 7  |
| Sporting Clube da Praia | 7  | 2  | 2  | 2  | 1  | 3  | 2  | 1  | 1  |

| Guanyador Sporting Clube da Praia 4t títol |

## Estadístiques
- Màxim golejador: Di: 9 gols (Sporting Praia)
- Victòria més àmplia: Académica Brava 0-9 Sporting Praia (29 juny)